# 苅藻川真治郎
苅藻川 真治郎（かるもがわ しんじろう、1886年 - 没年不明）は、現在の兵庫県神戸市兵庫区出身で友綱部屋に所属した力士。本名は鹿谷 真治郎。170 cm、86 kg。最高位は西前頭8枚目。

## 経歴
1905年1月初土俵、1912年1月十両昇進。1914年1月に新入幕、負け越すも上位者に不成績者多数の為、翌5月場所8枚目まで昇進した。その後は十両に転落し、それでも成績が振るわず、更に幕下まで転落した1917年1月場所で神錦と改名したが、その場所限りで廃業した。

## 成績
- 番付在位場所数：24場所
- 通算成績：26勝42敗2休3預（便宜上幕内と十両の合計を表示。他に幕下の記録として少なくともが10勝12敗2休1分が確認できる。）
- 幕内在位：4場所
- 幕内成績：9勝28敗2休1預

### 場所別成績
| 1905年 （明治38年） | （前相撲）             | 東序ノ口14枚目 –     |
| 1906年 （明治39年） | 東序ノ口7枚目 –        | 西序二段5枚目 –      |
| 1907年 （明治40年） | 東三段目47枚目 –       | 西三段目45枚目 –     |
| 1908年 （明治41年） | 東幕下60枚目 –         | 東幕下25枚目 –       |
| 1909年 （明治42年） | 東幕下20枚目 –         | 西幕下2枚目 0–4 1分  |
| 1910年 （明治43年） | 西幕下18枚目 –         | 西幕下9枚目 2–3      |
| 1911年 （明治44年） | 東幕下15枚目 3–2       | 西幕下11枚目 4–1     |
| 1912年 （明治45年） | 西十両5枚目 2–2 1預    | 西十両10枚目 4–0 1預 |
| 1913年 （大正2年） | 西十両2枚目 3–3        | 西十両7枚目 5–1      |
| 1914年 （大正3年） | 東前頭16枚目 4–5 1預   | 西前頭8枚目 1–9      |
| 1915年 （大正4年） | 西前頭16枚目 4–6       | 西前頭14枚目 0–8–2   |
| 1916年 （大正5年） | 東十両4枚目 1–5        | 西十両12枚目 2–3     |
| 1917年 （大正6年） | 東幕下6枚目 引退 1–2–2 | x                    |
| 各欄の数字は、「勝ち-負け-休場」を示す。 優勝 引退 休場 十両 幕下 三賞：敢=敢闘賞、殊=殊勲賞、技=技能賞 その他：★=金星 番付階級：幕内 - 十両 - 幕下 - 三段目 - 序二段 - 序ノ口 幕内序列：横綱 - 大関 - 関脇 - 小結 - 前頭（「#数字」は各位内の序列） |                        |                      |

- 幕下以下の地位は小島貞二コレクションの番付実物画像による。

## 改名
苅藻川 真治郎(幕下以下の番付表記は「苅藻川 新二郎」)→神錦 新左エ門(1917年1月場所)